# Алмере
Алмере (на нидерландски: Almere) е град и община в провинция Флеволанд, Нидерландия. Община Алмере е с население от 203 990 жители (по приблизителна оценка от януари 2018 г.), а площта е 248,77 кв. км. Намира се в часова зона UTC+1, а през лятото е в UTC+2. Алмере е най-новият град в Нидерландия, първата къща е завършена през 1976 г., а получава статут на община през 1984 г. Алмере е най-голямата община по население в провинцията си и 7-а по население в Нидерландия.